# Arthur Fonjallaz
Arthur Fonjallaz (ur. 1875 w Lozannie, zm. 1944) – szwajcarski żołnierz, nauczyciel akademicki, działacz polityczny i publicysta. Przywódca Szwajcarskiej Federacji Faszystowskiej.

## Życiorys
Ukończył akademię wojskową w Modenie we Włoszech, po czym rozpoczął karierę w armii szwajcarskiej, dochodząc do stopnia pułkownika jako dowódca 4 brygady piechoty. W latach 1931–1934 stał na czele departamentu historii militarnej na politechnice w Zurychu. Jednocześnie wstąpił do faszystowskiego Frontu Narodowego. 17 października 1932 spotkał się wraz z grupą szwajcarskich faszystów z Benito Mussolinim, stając się odtąd bardzo silnym sympatykiem włoskiego faszyzmu. Doprowadziło to do jego usunięcia z armii w listopadzie 1933. Został wówczas członkiem jako oficer rezerwy nielegalnie działającej organizacji paramilitarnej Heimatwehr. Wkrótce potem założył antymasońską organizację pod nazwą Szwajcarska Akcja przeciw Sekretnym Towarzystwom (Helvetische Aktion Gegen das Geheimbundwessen). Dążył bezskutecznie do zdelegalizowania masonerii w Szwajcarii. Jednocześnie powołał Szwajcarską Federację Faszystowską, która corocznie była finansowana przez włoskich faszystów. Jako zwolennik potencjalnej aneksji Szwajcarii przez Włochy został wyrzucony z Heimatwehr, kontynuując jednak swoje wielkie przywiązanie do osoby B. Mussoliniego. W 1937 opublikował jego biografię pt. Enérgie et Volonté. Rok wcześniej Włosi przestali jednak dotować jego ugrupowanie, w związku z czym zniknęło ono z życia publicznego. W styczniu 1940 próbował przedostać się nielegalnie do Niemiec, ale został aresztowany w Szafuzie przez straż graniczną. Aresztowano go i osądzono na początku 1941 jako niemieckiego szpiega. W rezultacie spędził ponad 2 lata w więzieniu. Wypuszczony na wolność w kwietniu 1943, zmarł rok później.